# 貝德福德 (新罕布什爾州)
貝德福德（英語：Bedford）是一個位於美國新罕布什爾州希爾斯波羅縣的鎮。

## 人口
根據2020年美國人口普查的數據，貝德福德的面積為85.60平方千米，當中陸地面積為84.90平方千米，而水域面積為0.70平方千米。當地共有人口23322人，而人口密度為每平方千米272人。